# Trưởng và thứ
Trong âm nhạc phương Tây, khái niệm "trưởng" và "thứ" dùng để mô tả một tác phẩm âm nhạc, một chương nhạc (movement), một phần bài nhạc hoàn chỉnh (section), âm giai, điệu tính, hợp âm và các quãng.
Trưởng và thứ thường được kí hiệu trong những bài nhạc cổ điển, đặc biệt trong việc tìm điệu tính của cả bài nhạc.

## Các quãng và các hợp âm
Trong cách hiểu về quãng, khái niệm "trưởng" và "thứ" chỉ mang ý nghĩa là lớn và nhỏ, vì vậy một quãng 3 trưởng là một quãng rộng hơn và một quãng 3 thứ là một quãng nhỏ hơn. Những quãng 2, 3, 6 và 7(và những quãng kết hợp của chúng) có thể là trưởng hay thứ

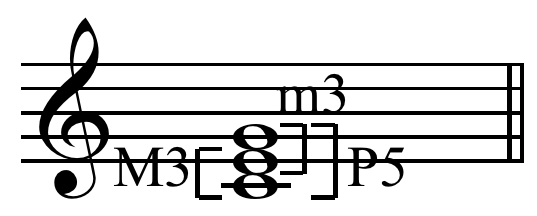
Quãng 3 trưởng và thứ trong một hợp âm trưởng: Quãng 3 trưởng "M" phía dưới, quãng 3 thứ "m" phía trên.

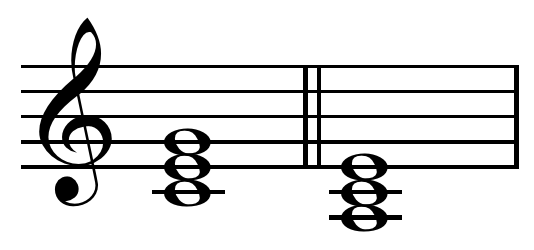
Hợp âm có chủ âm tương ứng (Relative tonic chords)trên Đô và La.

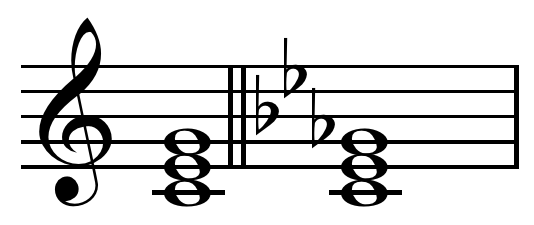
Hợp âm có chủ âm song song (Parallel tonic chords)trên Đô

Những cách dùng khác của trưởng và thứ, theo cách hiểu thông thường, ám chỉ những cấu trúc âm nhạc chứa quãng 3 trưởng và quãng 3 thứ. Một âm giai trưởng là âm giai mà bậc 3 của nó là một quãng 3 trưởng trên chủ âm, trong khi âm giai thứ có một bậc 3 thứ. Một hợp âm trưởng hay một hợp âm 3 trưởng, tương tự, chứa một quãng 3 trưởng trên nốt chủ của hợp âm (root), trong khi hợp âm thứ hay hợp âm 3 thứ chứa một quãng 3 thứ trên nốt chủ. Trong âm nhạc phương Tây, khi được so sánh thì một hợp âm thứ sẽ nghe "tối" hơn một hợp âm trưởng.

## Điệu tính

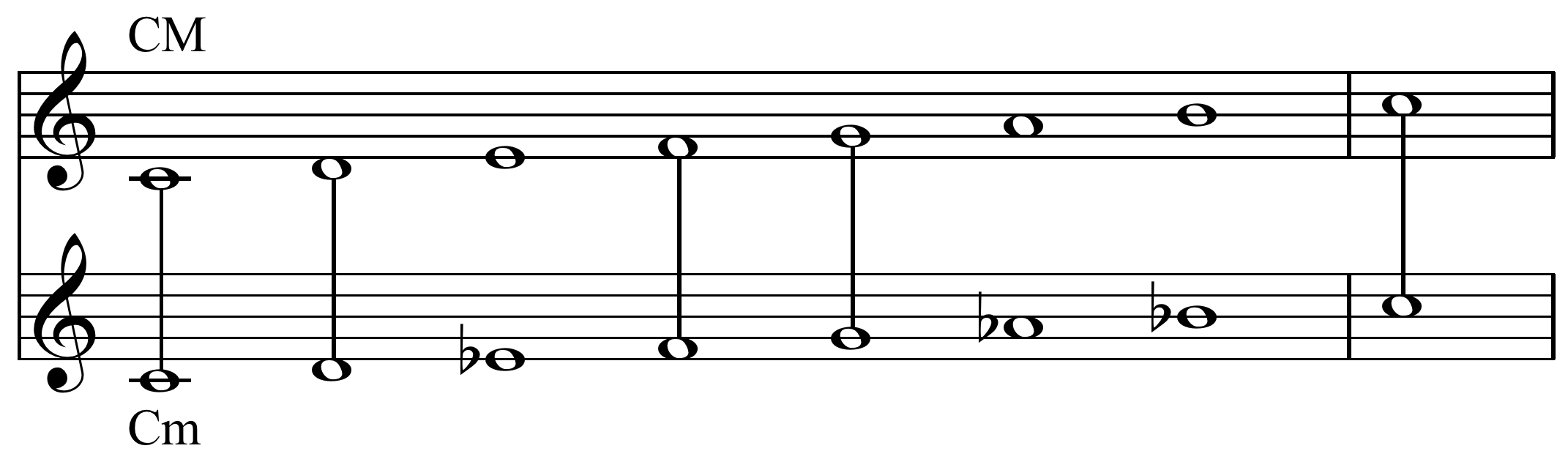
Âm giai đối xứng trưởng và thứ trên âm giai đô trưởng: Những nốt giống nhau được nối với nhau bằng một đường thẳng, nốt chủ và nốt bậc 5 của hợp âm chính.

Dấu hiệu để phân biệt một Điệu tính trưởng và thứ là xem xét xem bậc 3 của âm giai là trưởng hay thứ.". "Sự khác biệt quan trọng nhất là trong âm giai thứ là giữa "nốt thứ 2 và 3" và giữa "nốt thứ 5 và 6" cách nhau nửa cung trong khi trong âm giai trưởng thì là "nốt 3 và 4" và "nốt 7 và 8". Sự khác biệt tại bậc 3 này "tác động rất lớn" đến sự mượt mà của một tác phẩm, và những tác phẩm có âm giai thứ thường tạo cảm giác nghiêm túc và u buồn hơn.

### Những điệu tính thứ
Âm giai thứ có thể được mô tả bằng 2 cách khác nhau. Cách thứ nhất là coi nó như một mô hình bậc 6 của âm giai trưởng, cách thứ 2 là xem nó như một biến thể của âm giai trưởng, với bậc 3 của nó luôn thấp hơn(hay khác) và bậc 6 và 7 cũng vậy.
Những Điệu tính thứ đôi khi được cho là hấp dẫn hơn, có chiều sâu hơn so với sự bằng phẳng của Điệu tính trưởng. Mô hình thứ, với những biến thể bậc 6 và 7, tạo ra 9 nốt, trong Đô: C-D-E♭-F-G-A♭-A♮-B♭-B♮, trên mô hình trưởng 7 nốt, trong Đô: C-D-E-F-G-A-B.
Harry Partch xem âm giai thứ như "một sự bất biến về tỷ lệ, cái mà đại diện cho sự cố định trong việc thưởng thức âm nhạc của con người." Điệu tính và âm giai thứ được cho là không hợp lý bằng trưởng, còn Paul Hindemith gọi nó là điệu tính và âm giai trưởng "mờ" trong khi Moritz Hauptmann thì cho nó là "một phiên bản lỗi của điệu tính và âm giai trưởng.

### Điệu tính trưởng và thứ tương ứng
Điệu tính thứ tương ứng của một Điệu tính trưởng có cùng dấu hóa và hạ xuống một quãng 3 thứ(hay tăng một quãng 6 trưởng tương ứng); ví dụ, một điệu tính thứ tương ứng của Son trưởng là Mi thứ. Tương tự một Điệu tính trưởng tương ứng của một Điệu tính thứ tăng lên một quãng 3 thứ(hay hạ xuống một quãng 6 tương ứng); ví dụ, Điệu tính trưởng của Fa thứ là La giáng trưởng.

### Mối quan hệ với "mode"
Một cách đối lập, sự biến đổi của "mode", thường là quãng 3 hoặc một hợp âm mượn(mode mixture), thường được phân tích như những thay đổi nhỏ hay không quan trọng nếu như không được hỗ trợ một cách hệ thống vì nốt chủ(root), Điệu tính và Giọng điệu là không thay đổi. Ví dụ, điều này thì đối lập với sự chuyển giọng(Transposition). Sự chuyển giọng được thực hiện bằng cách thay đổi tất cả các quãng lên hoặc xuống một quãng nhất định, và thay đổi Điệu tính, nhưng không thay đổi "mode", điều này yêu cầu những quãng khác nhau. Việc sử dụng hợp âm 3 rất phù hợp trong một "mode" thứ, như là việc sử dụng A♭ trưởng trong C trưởng, là một kĩ thuật chromatic "chromaticism", được hiểu như là việc thêm màu sắc hay giảm cường độ của Điệu tính mà không loại bỏ hay phá hủy hoàn toàn nó.

### Các thể loại
Trong lý thuyết âm nhạc phương Tây, các Điệu tính, Hợp âm và Âm giai thường được mô tả như có Giọng điệu trưởng và thứ, đôi khi liên quan đến loại Nam tính(masculine) và Nữ tính(feminine), đặc biệt trong hệ thống ngôn ngữ sử dụng bộ cú pháp cố định. Trong sự so sánh giống nhau, âm giai trưởng được cho là có tính chất chuẩn về Nam tính(rõ ràng, cởi mở, hướng ngoại), trong khi bộ âm giai thứ mang tính chất chuẩn của Nữ tính(sâu lắng, mềm mại, hướng nội). Người Đức thường dùng từ "Tongeschlecht"("Loại Tông") để chỉ Giọng điệu, và từ "Dur"(Tiếng Latin là durus, nghĩa là 'cứng') để chỉ Trưởng và "Moll"(Tiếng Latin là  mollis, nghĩa là 'mềm') để chỉ Thứ.

## Âm giai và Hợp âm
Hợp âm trưởng và thứ, mỗi loại, có thể xuất hiện trong cả âm giai trưởng hoặc thứ, được xây dựng trên những bậc khác nhau tùy mỗi loại. Ví dụ, trong Điệu tính song song(parallel) Đô, bậc 1 của âm giai trưởng là một hợp âm trưởng(C-E-G) trong khi bậc 11 của âm giai thứ là một hợp âm thứ(C-E♭-G):

### Âm giai thứ
Có 3 dạng của âm giai thứ: natural, harmonic và melodic.
Trong âm giai thứ "natural", tất cả các bậc của âm giai tương tự như âm giai trưởng tương ứng(relative major). Ví dụ, trong "một âm giai thứ 'natural'" các nốt sẽ là A-B-C-D-E-F-G. Trong một âm giai thứ "harmonic", nốt thứ 7 được tăng lên nửa cung, theo hai hướng là tăng dần và giảm dần (A-B-C-D-E-F-G♯). Trong một âm giai thứ "melodic", các nốt 6 và 7 theo hướng tăng dần được tăng lên nửa cung (A-B-C-D-E-F♯-G♯), và theo hướng giảm dần, nốt thứ 6 và 7 là tự nhiên(A-B-C-D-E-F♮-G♮).

## Ngữ điệu và chỉnh tông(Intonation và tuning)
Việc chỉnh tông nhạc cơ bản về các quãng là mối quan hệ cố định thể hiện bằng tỉ số. Những tỉ lệ cơ bản thì nghe "xuôi" hơn những tỉ lệ phức tạp; ví dụ một quãng 8 chứa 2 tỉ lệ cơ bản là 2:1 và một quãng 5, một quãng "xuôi" cũng chứa tỉ lệ khá đơn giản là 3:2. Bảng phía dưới cung cấp một tỉ lệ chính xác của các âm giai được xếp để tạo ra sự đơn giản nhất có thể.
| C | D   | E   | F   | G   | A   | B    | C |
| - | --- | --- | --- | --- | --- | ---- | - |
| 1 | 9/8 | 5/4 | 4/3 | 3/2 | 5/3 | 15/8 | 2 |

Trong điều chỉnh ngữ điệu chuẩn(just intonation), một hợp âm thứ thì thường(nhưng không phải luôn luôn) được chỉnh trong một tỉ lệ cố định 10:12:15 (). Trong 12-TET, hay âm thanh cùng khoảng(equal temperament) 12 cung(Hiện nay hệ thống này là phổ biến nhất ở phương Tây), một hợp âm thứ có bộ 3 nửa cung giữa nốt chủ và nốt quãng 3 của nó, bộ 4 nửa cung giữa nốt quãng 3 và quãng 5, và bộ 7 nửa cung giữa nốt chủ và nốt quãng 5. Nó được đại diện bởi nhóm cao độ 0,3,7. Quãng 5 12-TET(700 cents) là thấp hơn 2 cents so với một quãng 5 đúng(3:2, 702.0 cents), nhưng quãng 3 thứ 12-TET(300 cents) thấp hơn khá nhiều(khoảng 16 cents) so với một quãng 3 thứ đúng(6:5, 315.6 cents). Quãng 3 thứ 12-TET(300 cents) là rất gần với quãng 3 thứ đúng, 297.5 cent) chênh lệch khoảng 2 cents. Ellis góp ý rằng mâu thuẫn giữa các nhà toán học và vật lý học trên cán cân với những nhạc công là sự kém quan trọng của hợp âm và âm giai thứ với hợp âm và âm giai trưởng có thể giải thích được vì sự so sánh của các nhà vật lý là những hợp âm 3 trưởng và thứ hòa âm(just scale), trường hợp mà thứ kém quan trọng hơn trưởng, còn sự so sánh của các nhạc công là những hợp âm 3 cân bằng(equal tempered triad), trường hợp mà hợp âm thứ chiếm ưu thế vì  hợp âm 3 trưởng ET tăng khoảng 14 cent(5:4, 386.3 cents), nhưng cũng kém khoảng 4 cent so với hợp âm 3 trưởng 19-limit(24:19, 404.4 cents); trong khi hợp âm 3 thứ  ET xấp xỉ bằng 19:16 với hợp âm 3 thứ êm tai hơn.

## Những lý thuyết nâng cao

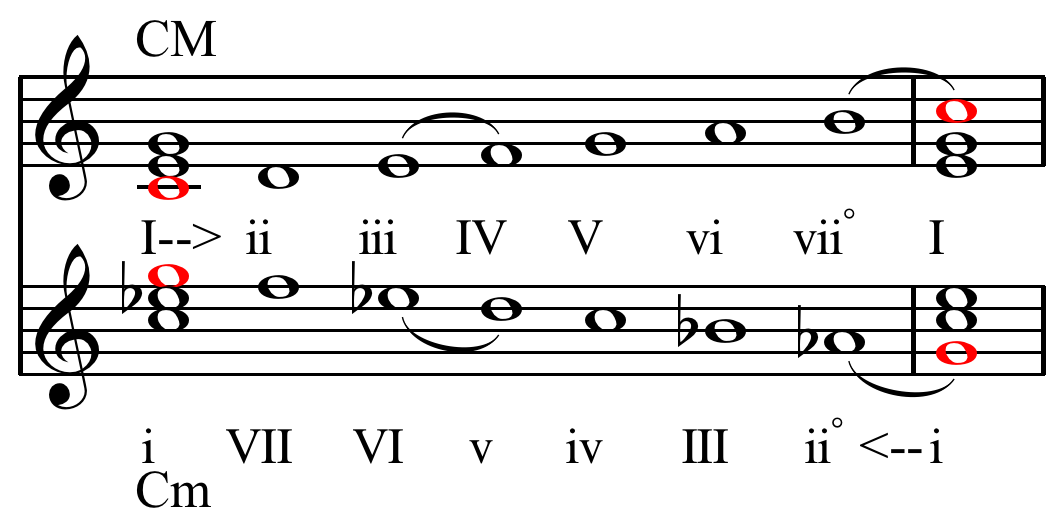
Thứ là một sự lộn ngược của trưởng.

Trong học thuyết âm nhạc được của hay rút ra từ Hugo Riemann, điệu thức thứ(minor mode) được cho là ngược với điệu thức trưởng một âm giai trưởng lộn ngược dựa trên âm thấp(undertone) về mặt lý thuyết hơn là âm hòa âm(overtone) về mặt thực tế. Âm chủ của hợp âm 3 vì vậy được cho là nốt cao nhất của quãng 5, tại Mỹ, được gọi là "nốt" quãng 5. Vậy trong Đô thứ, nốt chủ âm thực sự là Son và nốt dẫn là La giáng(nửa cung) còn trong Đô trưởng, nốt chủ là Đô và nốt dẫn là Si(nửa cung). Vì tất cả hợp âm đều được phân tích là có chủ âm, âm hạ át, âm át, ví dụ trong Đô, La thứ được cho là chủ âm song song(Tại Mỹ là chủ âm quan hệ), Tp, việc sử dụng hợp âm gốc điệu thức thứ trong điệu thức trưởng như La giáng-trưởng-Si giáng-trưởng-Đô-trưởng được phân tích như sP—dP—T, âm hạ át thứ song song, âm át thứ song song và chủ âm trưởng. (Gjerdingen, 1990)